# Albert De Bunné
Albert De Bunné (n. 16 februarie 1896, Brussel, Comunitatea Francofonă din Belgia⁠(d), Belgia – d. 31 decembrie 1927) a fost un ciclist belgian, medaliat olimpic. A participat la o ediție a Jocurilor Olimpice (1920) în care a câștigat o medalie de bronz.

## Participări
Lista de mai jos prezintă principalele competiții la care a participat Albert De Bunné de-a lungul carierei.
- cyclisme aux Jeux olympiques d'été de 1920 – course sur route par équipe hommes[*]